# Lądowisko Belmullet
Lądowisko Belmullet (kod IATA: BLY, kod ICAO: EIBT) – położone 4 kilometry na zachód od Belmullet, w hrabstwie Mayo, w Irlandii.